# 新英格蘭學校和學院協會
新英格蘭學校和學院協會（英語：New England Association of Schools and Colleges）為美國一個地區性教育協會，聯會的服務範圍覆蓋新英格蘭地區的六個州：康涅狄格州、缅因州、马萨诸塞州、新罕布什尔州、罗德岛州、佛蒙特州，為當地提供各階段教育及相關機構的評鑑——從幼兒教育到博士階級。成立於1885年，新英格蘭學校和學院協會也是全美歷史最為悠久的地區學術協會。協會至今已經服務了超過2000所的教育機構，直到2011年已經有253所提供本科課程的高等院校及86所職業技術培訓學校為其成員，另也包括650所公立高中和106所小學及初中。協會的總部現位於马萨诸塞州伯灵顿。